# Bourbriac
Bourbriac település Franciaországban, Côtes-d’Armor megyében. Lakosainak száma 2126 fő (2022. január 1.). Bourbriac Coadout, Gurunhuel, Kerien, Maël-Pestivien, Magoar, Moustéru, Plésidy, Pont-Melvez és Saint-Adrien községekkel határos.

## Népesség
A település népességének változása:
| Lakosok száma | 2663 | 2294 | 2293 | 2359 | 2339 | 2321 | 2271 | 2122 | 2125 | 2126 |
|               | 1968 | 1982 | 1990 | 2006 | 2013 | 2015 | 2017 | 2019 | 2020 | 2022 |